# Kungstensgymnasiet

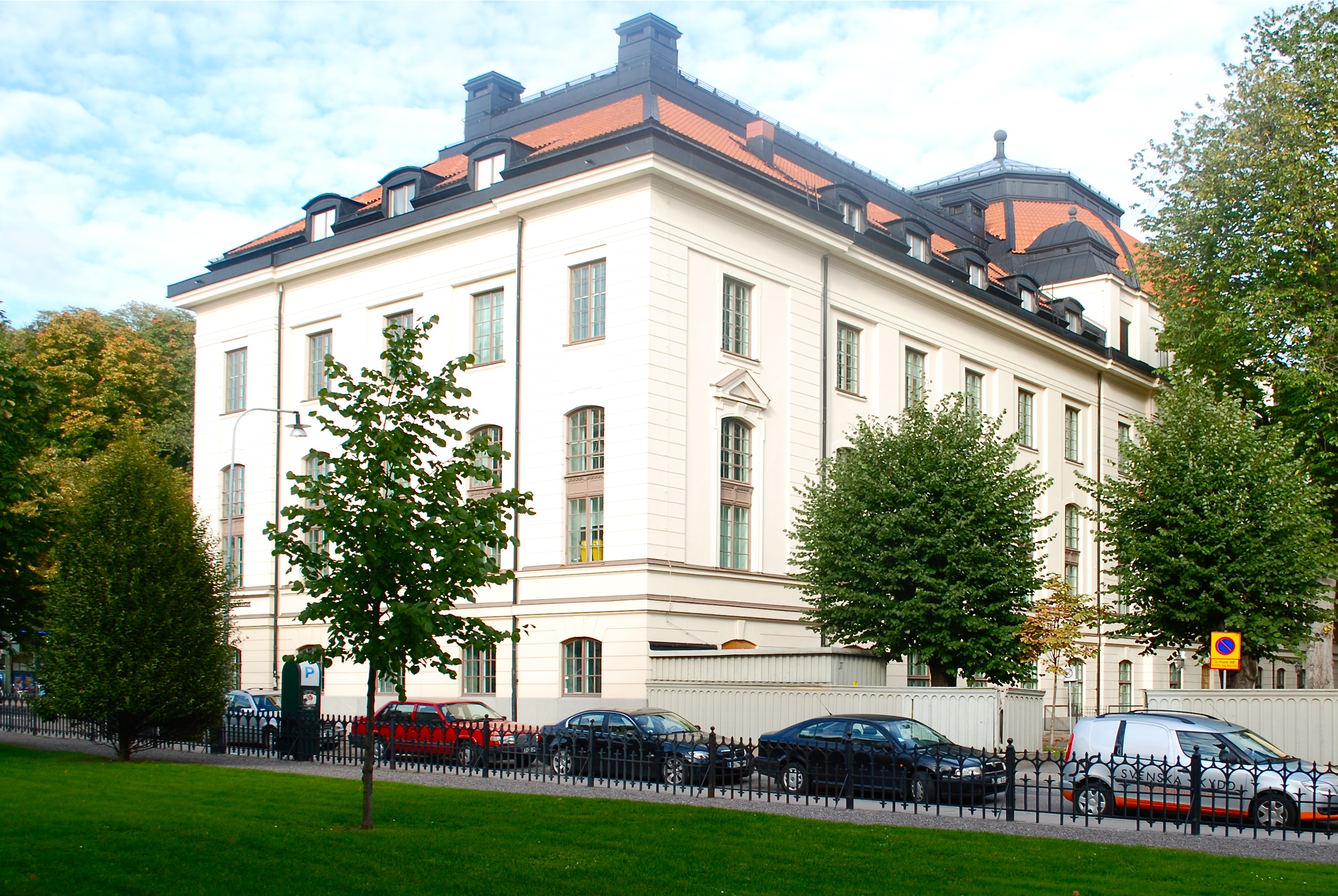
F.d. Stockholms högskolas huvudbyggnad

Kungstensgymnasiet, är en gymnasieskola i Vasastan i Stockholm. Gymnasiet är inrymt i Stockholms högskolas före detta huvudbyggnad på Kungstensgatan 45. Skolan drivs av Folkuniversitetet och har drygt 530 elever fördelade på fyra program, Samhällvetenskapligt program med samhällsvetenskaplig inriktning och Samhällsvetenskapligt program med inriktning på beteendevetenskap. Ekonomiprogrammet med inriktning ekonomi, Ekonomiprogrammet med inriktning juridik, samt estetiska programmet med foto- och språkinriktning. Skolan satsar på  ämnesövergripande projekt. Elever åker i årskurs 3 på en tre veckor lång praktik till Düsseldorf, Barcelona eller Aix-en-Provence.  